# Byttneria hatschbachii
Byttneria hatschbachii är en malvaväxtart som beskrevs av C.L. Cristobal. Byttneria hatschbachii ingår i släktet Byttneria och familjen malvaväxter. Inga underarter finns listade i Catalogue of Life.